# Unplugged (닐 영의 음반)
| 전문가 평가   | 전문가 평가 |
| 평가 점수     | 평가 점수   |
| 출처          | 점수        |
| ------------- | ----------- |
| AllMusic      | [ 1 ]       |
| Rolling Stone | [ 2 ]       |

《Unplugged》는 캐나다의 싱어송라이터 닐 영이 1993년 6월 15일, 리프리즈 레코드에서 발매한 라이브 음반이다. 1993년 2월 7일에 녹음된 이 음반은 MTV 시리즈 《언플러그드》의 일편이다. 공연은 VHS를 통해서도 공개되었다.

## 배경 및 녹음
보도에 따르면 《Unplugged》의 녹음은 많은 밴드 멤버들의 공연에 영이 불쾌해하는 등 긴장감이 넘쳤다. 공개된 버전은 방영과 발매에 적합한 세트를 녹음하기 위한 그의 두 번째 시도였다.
〈Stringman〉이라는 곡은 1977년 발매된 영의 유명한 미발표 스튜디오 음반 《Chrome Dreams》에 녹음되었다.

## 곡 목록
모든 곡들은 닐 영에 의해 작사/작곡하였다.
| #   | 제목                               | 재생 시간 |
| --- | ---------------------------------- | --------- |
| 1.  | 〈The Old Laughing Lady〉          | 5:15      |
| 2.  | 〈Mr. Soul〉                       | 3:54      |
| 3.  | 〈World on a String〉              | 3:02      |
| 4.  | 〈Pocahontas〉                     | 5:06      |
| 5.  | 〈Stringman〉                      | 4:01      |
| 6.  | 〈Like a Hurricane〉               | 4:44      |
| 7.  | 〈The Needle and the Damage Done〉 | 2:52      |
| 8.  | 〈Helpless〉                       | 5:48      |
| 9.  | 〈Harvest Moon〉                   | 5:20      |
| 10. | 〈Transformer Man〉                | 3:36      |
| 11. | 〈Unknown Legend〉                 | 4:47      |
| 12. | 〈Look Out for My Love〉           | 5:57      |
| 13. | 〈Long May You Run〉               | 5:22      |
| 14. | 〈From Hank to Hendrix〉           | 5:51      |

## 인증
| 국가                                                  | 인증 | 판매량/출하량 |
| ----------------------------------------------------- | ---- | ------------- |
| 오스트레일리아 (ARIA)                                 | 골드 | 35,000^       |
| 벨기에 (BEA)                                          | 골드 | 25,000*       |
| 영국 (BPI)                                            | 골드 | 100,000^      |
| 미국 (RIAA)                                           | 골드 | 500,000^      |
| *판매량을 기반으로 한 인증 ^출하량을 기반으로 한 인증 |      |               |